# Patrick Okafor
Patrick Okafor (ur. 13 kwietnia 1979 w Lagos) – nigeryjsko-amerykański koszykarz, w latach 2006-2011 występujący w zespołach polskiej ekstraklasy - Polpharmy Starogard Gdański, Anwilu Włocławek, Stali Ostrów Wielkopolski oraz PBG Basket Poznań. Jest kuzynem czołowego gracza NBA - Emeki Okafora.

## Życiorys
Karierę zaczynał w lidze NCAA, na uniwersytecie w Houston.
W 2005 reprezentował Sacramento Kings, podczas rozgrywek letniej ligi NBA w Las Vegas. 
Następnie występował w amerykańskich ligach USBL i CBA oraz w Izraelu. W 2006 podpisał kontrakt z Polpharmą Starogard Gdański. Był wyróżniającym się zawodnikiem i po sezonie przeszedł do Anwilu Włocławek. Przygoda Okafora z Włocławkiem była jednak kompletnie nieudana i zawodnik opuścił po sezonie zespół. W sezonie 2008/2009 Okafor występował w Stali Ostrów Wielkopolski. W trakcie sezonu klub rozwiązał jednak umowę z Okaforem z powodu kłopotów finansowych. Nigeryjczyk dograł sezon na Łotwie. Przed sezonem 2009/2010 powrócił do Polski. Podpisał kontrakt z klubem, w którym spędził swój pierwszy sezon w PLK - Polpharmą Starogard Gdański.

## Osiągnięcia
Drużynowe
- Wicemistrz Łotwy (2009)
- Brązowy medalista mistrzostw Polski (2010)
- Uczestnik międzynarodowych rozgrywek Eurocup (2007/2008)

Indywidualne
- Uczestnik meczu gwiazd PLK (2010)
- Zaliczony do I składu:
  - TBL (2010)[7]
  - USBL (2004)
- Lider strzelców całego sezonu PLK (2007)

## Statystyki podczas występów w PLK
- Sezon 2006/2007 (Polpharma Starogard Gdański): 26 meczów (średnio 17,3 punktu oraz 7,2 zbiórki w ciągu 30,8 minuty)
- Sezon 2007/2008 (Anwil Włocławek): 29 meczów (średnio 5,9 punktu oraz 2,9 zbiórki w ciągu 14,2 minuty)
- Sezon 2008/2009 (Stal Ostrów Wielkopolski): 22 mecze (średnio 13,9 punktu oraz 6,9 zbiórki w ciągu 28,9 minuty)